# 3 (The Purple Album)
3 (The Purple Album) è il terzo album in studio del gruppo musicale danese Lukas Graham, pubblicato il 26 ottobre 2018.

## Tracce
1. Not a Damn Thing Changed – 3:13
2. Lullaby – 3:11
3. You're Not the Only One (Redemption Song) – 3:03
4. Love Someone – 3:25
5. Promise – 3:14
6. Stick Around – 3:12
7. Unhappy – 3:16
8. Everything That Isn't Me – 3:17
9. Hold My Hand – 3:47
10. Say Yes (Church Ballad) – 3:33